# Club Puebla
El Club Puebla (anteriorment Puebla Fútbol Club) és un club de futbol mexicà de la ciutat de Puebla de Zaragoza, a l'estat de Puebla.

## Història
Les arrels del club es troben l'any 1904, fundat per anglesos, però només tingué tres anys de vida. El 7 de maig de 1944 tornà a néixer el club debutant a la lliga professional la temporada 1944-1945. La temporada 1955-1956, però, es classificà en darrera posició del campionat i amb l'afegit de la falta de diners decidí retirar-se de la competició. Renasqué de nou el 1964, jugant a segona divisió i tornant a primera el 1970.

## Palmarès
- Lliga mexicana de futbol (2): 
  - 1982-83, 1989-90
- Segona divisió mexicana de futbol (3): 
  - Apertura 2005, Apertura 2006
- Campeonato de Ascenso (2): 
  - 1970, 2007
- Copa México (4): 
  - 1945, 1953, 1988, 1990
- Supercopa mexicana de futbol (1): 
  - 1990
- Copa de Campions de la CONCACAF (1): 
  - 1991

## Futbolistes destacats
| - Alberto García Aspe - Alfredo Tena - Ignacio Ambriz - Manuel Lapuente - Narciso Cuevas - Jorge Campos - Marcelino Bernal - Pablo Larios - Duilio Davino - Luis Miguel Noriega - Silvio Fogel - Damián Zamogilny - Edivaldo - Muricy Ramalho - Luis Ignacio Quinteros - Jorge Aravena - Carlos Poblete | - Eulalio Arriaga - Jafet Soto - Ivan Kaviedes - Uwe Wolf - Jose Soto - Roberto Palacios - Walter Vílchez - José Martínez Sánchez - Juan Manuel Asensi - Carlos Muñoz Cobo - Miguel Pardeza Pichardo - Robert Dante Siboldi - Gerardo Rabajda - Horacio Peralta - Nicolás Olivera - Álvaro Gonzalez - Juan Arango - Salim Chartouni |  |